# Марко Осмакчић
Марко Осмакчић (Винтертур, 10. август 1998) швајцарски је тенисер. Осмакчић има каријеру на високом јуниорском рангу 41. Осмакчић је ушао у треће коло сингла Аустралијан Опен 2015 за дечаке. Године 2015. Осмакчић је позван у швицарски Дејвид Куп тим. Од 2020. учествује у швајцарској верзији серије Удавача, где је завршио на трећем месту. Од 2021. учествује у серији Задруга.